# Королёвщино (Липецкая область)
Королёвщина — упразднённая деревня Петровского сельсовета Грязинского района Липецкой области. Была расположена у впадении реки Байгора в реку Матыру, ныне часть села Аннино.

## История
Сельцо, название которого можно истолковать как производное от фамилии Королёв, было населено в XVIII веке крестьянами села Грязи, по документам 1782 года им владела Д. Д. Бурцева.
По X ревизии во владельческом сельце Королёвщино (Бартенево) II стана Липецкого уезда Тамбовской губернии проживало 164 человека (73 мужчины, 91 женщина) в 18 дворах, в 1862 году имелся конный завод.
По данным начала 1883 года в деревне Королёвщина Грязинской волости Липецкого уезда проживало 112 собственников из помещичьих крестьян (60 мужчин и 52 женщины) в 19 домохозяйствах, которым принадлежало 68 десятин удобной надельной земли. Помимо надела, 4 домохозяина имели 29 десятин собственной земли, а 7 домохозяйств арендовали ещё 40 десятин пашни. В деревне было 37 лошадей, 35 голов КРС, 265 овец и 8 свиней. Имелось 1 промышленное заведение. Было 6 грамотных и 3 учащихся (все — мужского пола).
По сведениям 1888 года к деревне также относилось три крупных имения с экономической запашкой — имение дворянина М. И. Бартенева (415 десятин земли, из неё 215 десятин пахотной и 140 десятин заливного сенокоса), имение дворян, наследников М. П. Трунцевского (433,69 десятины, большей частью пахотной), и имение мещан А. И., Г. И., Н. И. и Е. И. Вилковых (146 десятин, большей частью пахотной).
В 1911 году в деревне Королёвщина (Бартеневка), относившейся к приходу села Грязи, было 20 дворов великороссов-земледельцев, проживало 143 человека (63 мужчины и 80 женщин).
В 1914 году — 131 житель (60 мужчин, 71 женщина), имение Александра Михайловича Бартенева.
По переписи 1926 года в деревне было 39 дворов русских и 245 жителей (112 мужчин, 133 женщины). По спискам сельскохозяйственного налога на 1928/1929 годы в деревне, вошедшей в состав Аннинского сельсовета Грязинского района Козловского округа ЦЧО, было 43 хозяйства и 244 жителя. По данным 1932 года в деревне того же сельсовета был 231 житель.
К началу войны число дворов в деревне сократилось до 35.
В апреле 1978 года село Королёвщино, принадлежавшее Петровскому сельсовету Грязинского района, было включено в состав села Аннино того же сельсовета.

## Известные уроженцы
- Бартенев, Пётр Иванович — российский историк и литературовед, зачинатель пушкиноведения.